# انگیزه‌های درونی
انگیزه‌های درونی (انگلیسی: Inside Moves) فیلمی به کارگردانی ریچارد دانر است که در سال ۱۹۸۰ منتشر شد.
دیانا اسکاروید توانست به‌خاطر بازی در این فیلم برای دریافتِ جایزه اسکار بهترین بازیگر نقش مکمل زن نامزد شود.

## بازیگران
- جان سوج
- دیوید مورس
- دیانا اسکاروید
- ایمی رایت
- تونی بارتون
- هارولد راسل
- هارولد سیلوستر